# Biggles vzdoruje hákovému kříži
Biggles vzdoruje hákovému kříži (v originále Biggles Defies the Swastika), je dobrodružná kniha spisovatele W. E. Johnse, jež byla poprvé vydána roku 1941. Biggles vzdoruje hákovému kříži je v pořadí 28. knihou ze série o dobrodruhovi a válečném pilotovi během 1. světové a 2. světové války jménem James Bigglesworth, zkráceně Biggles.

## Děj
Kniha vypráví příběh z období druhé světové války, kdy je takřka přes noc nacisty obsazeno Norsko. Biggles je zde zrovna inkognito na misi, kdy má vytipovat vhodná letiště, která by britské letectvo urychleně použilo k pomoci Norsku v případě německé invaze.
Noční invaze Bigglese naprosto překvapí, a ten tak zůstává v Norsku uvězněn. Jedinou jeho možností je dostat se z Norska pod svou falešnou identitou, kterou získal pro svoji misi. Rychle však zjišťuje, že to nebude lehké, protože Němci postupují rychle, a kromě hlavního města, Osla, obsazují také strategická města a letiště.
Jeho velkým štěstím je, že byl dobře připraven, a naučil se norsky. Představuje se proto jako Nor, který žil dlouho v zahraničí. Tuto historku mu uvěří jak norští kolaboranti, tak mnoho nacistů. Jedním z nich také německý velitel letiště v Boda, von Leffers, který přislíbí Bigglesovi (v té době Hendrikovi, což je falešné jméno které používá) vlastní letadlo a hodnost v Luftwaffe. Dalším ošáleným Němcem je místní velitel gestapa, von Hymann, který dokonce uvěří Bigglesovi natolik, že mu dá průkaz gestapa a pověří ho úkolem hledat v Norsku sebe sama. Biggles byl totiž v Oslu spatřen jedním ze svých nacistických nepřátel.
Biggles proto začíná strastiplnou pouť, kdy má pro britské královské letectvo získat co nejvíce strategických informací a neprozradit svou pravou identitu. Průkaz gestapa, který získal od von Hymanna je jeho největším pomocníkem, ale postupně se ukazuje, že ani ten nestačí na vše. Do Norska totiž přilétá Erich von Stalheim, nacista který je posedlý úkolem zajmout Bigglese. Navíc se do celé věci zapletou také Bigglesovi přátelé Algy Lacey a Ginger Hebblethweite, kteří spolu s Bigglesem bývají na střídačku zajati, a jeden nechce toho druhého opustit.
Nakonec se Bigglesovi podaří získat velmi důležité informace, které dvakrát zachrání britskou námořní flotilu směřující do pastí. Podaří se mu také osvobodit jeho přátele, naštvat von Stalheima a uprchnout z Norska.
V knize se objevují narážky na Bigglesovu přítomnost ve Finské válce a na jeho dřívější dobrodružství v Kanadě

## Postavy
- James "Biggles" Bigglesworth / Sven Hendrik
- Algernon "Algy" Lacey
- Ginger Hebblethweite
- Kristen (norský kolaborant z letiště)
- baron von Leffers (německý velitel letiště v Boda)
- Ernst von Hymann (místní velitel gestapa, dal Bigglesovi průkaz 2001)
- Brandt (voják, který poznal Bigglese v Oslu)
- Erich von Stalhein (hejtman, Bigglesův velký nepřítel)
- Schaffer (německý pilot)
- plukovník Raymond (Bigglesův nadřízený v RAF)

## Lokace
- Oslo, Norsko
- Boda, Norsko (vesnice, kde se nachází letiště)
- Rodas, Švédsko (město, kde se nachází britský konzulát)
- Stavanger, Norsko (bombardované letiště)
- Narvik, Norsko (přístav, který obsadili nacisté)

## Stroje
- letadlo typu Messerschmitt (Luftwaffe)
- letadlo typu Blenheim (RAF)
- letadlo typu Dornier (Luftwaffe)
- letadlo typu Skua (RAF)